# Крайний, Андрей Анатольевич
Андре́й Анато́льевич Кра́йний (род. 15 сентября 1958, Елец, Липецкая область, РСФСР, СССР) — российский государственный деятель, до февраля 2021 года — статс-секретарь, заместитель председателя Правления Евразийского банка развития, Президент общероссийской общественной организации Федерация рыболовного спорта России. Руководитель Росрыболовства (2007—2014).

## Биография
С 1975 по 1994 гг. — служба в Вооружённых силах СССР.
В данный период:
— с 1979 по 1988 гг. — корреспондент, редактор газеты «На боевом посту» Московского округа ПВО.
— с 1988 по 1994 гг. — специальный корреспондент, завотделом газеты «Комсомольская правда».
С 1994 по 1996 гг. — генеральный директор российско-швейцарского совместного предприятия «Сокол».
С 1996 по 1998 гг. — президент корпорации «Агропродснаб».
С 1998 по 2003 гг. — председатель совета директоров ОАО «Калининградский тарный комбинат», председатель Совета директоров Балтийского рыбоконсервного комбината.
С 2003 года по май 2007 года — директор ФГУП «Калининградский морской рыбный порт».
С мая 2007 года по март 2014 года — Руководитель Федерального агентства по рыболовству.
С августа 2017 года избран Президентом общероссийской общественной организации Федерация рыболовного спорта России.
С июня 2018 года до февраля 2021 года — заместитель председателя Правления Евразийского банка развития .
Являлся инициатором и спонсором строительства храма святого апостола Андрея Первозванного в г. Калининград.
В 1988 году снимался в фильме «Штаны».
Стал широко известен в связи с протестами общественности против предложенного Росрыболовством проекта закона о рыболовстве, устанавливавшем плату для рыбаков-любителей за использование водных ресурсов.

## Образование
- Львовское высшее военно-политическое училище (ЛВВПУ) (в настоящее время на территории расположена Академия сухопутных войск имени гетмана Петра Сагайдачного Вооруженных Сил Украины, правопреемник ЛВВПУ — Военный университет Минобороны России) (1979 год). Специальность — военный журналист.
- Российская академия государственной службы (2004 год, с отличием). Специальность — «государственное и муниципальное управление».

## Награды
- Орден Почёта (10 сентября 2008 года) — за заслуги в развитии рыбной отрасли и многолетнюю добросовестную работу[6].
- Орден «За службу Родине в Вооружённых Силах СССР» II ст.
- Орден «За службу Родине в Вооружённых Силах СССР» III ст.
- Общественные награды

Лауреат Национальной премии «Кремлёвский Гранд» в номинации «лидер особой экономической зоны», лауреат иных общественных премий.

## Классный чин
- Действительный государственный советник Российской Федерации 3 класса[7].

## Семья, личная жизнь
Женат, имеет сына и дочь.
Хобби: история живописи, классическая и современная литература, спорт (горные лыжи, хоккей).